# Urtica parviflora
Urtica parviflora är en nässelväxtart som beskrevs av William Roxburgh. Urtica parviflora ingår i släktet nässlor, och familjen nässelväxter. Inga underarter finns listade i Catalogue of Life.

## Bildgalleri

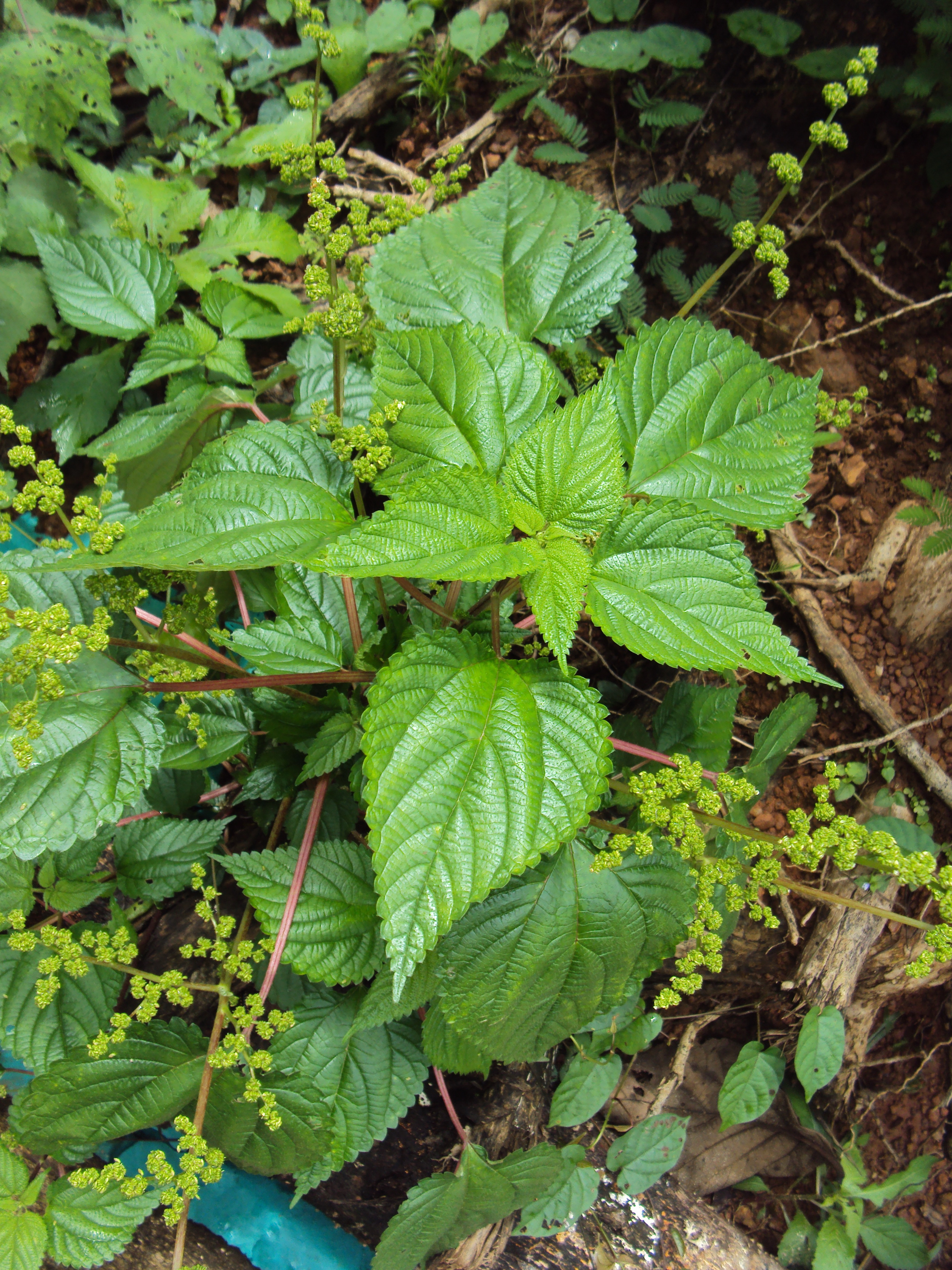
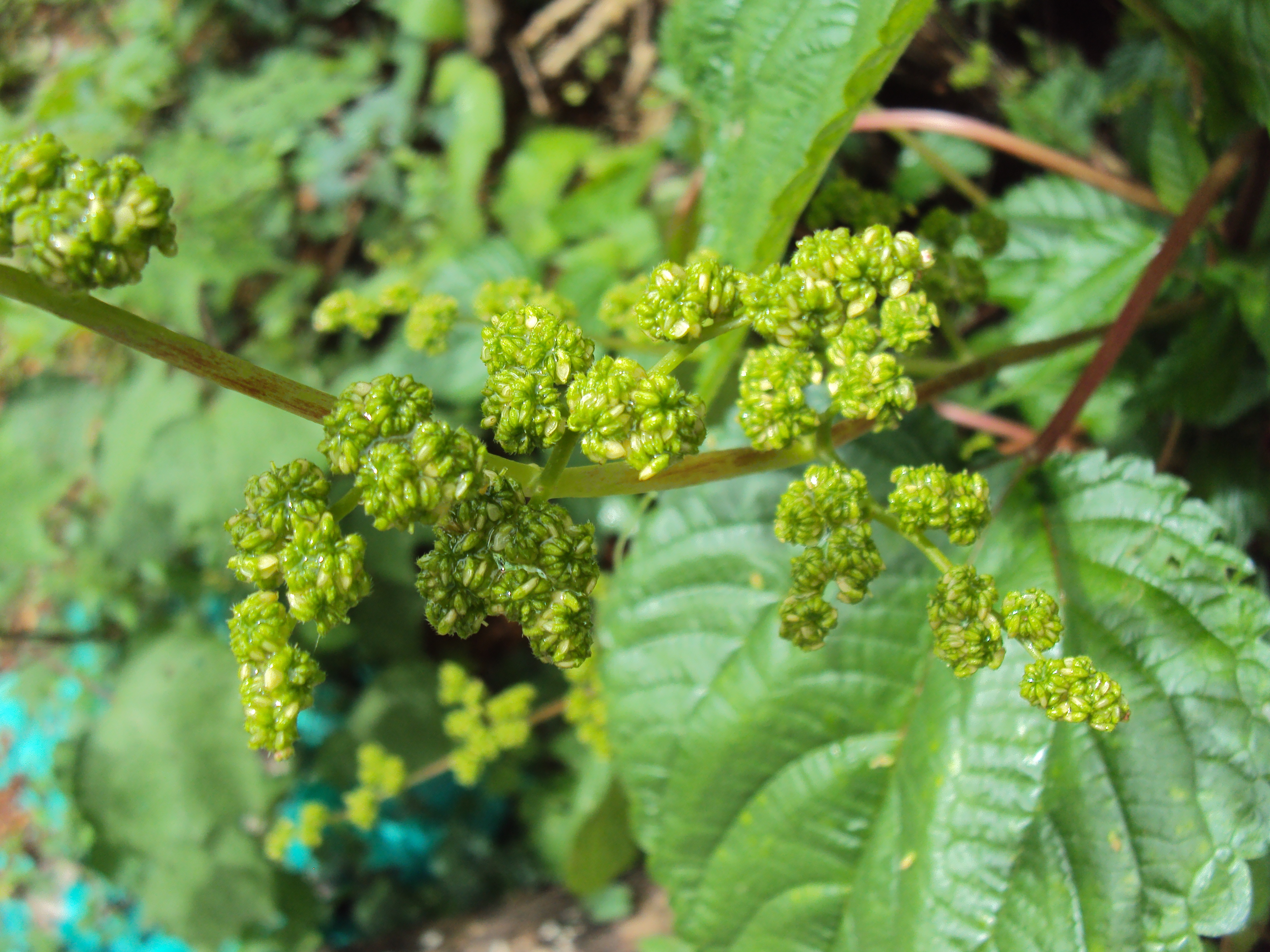
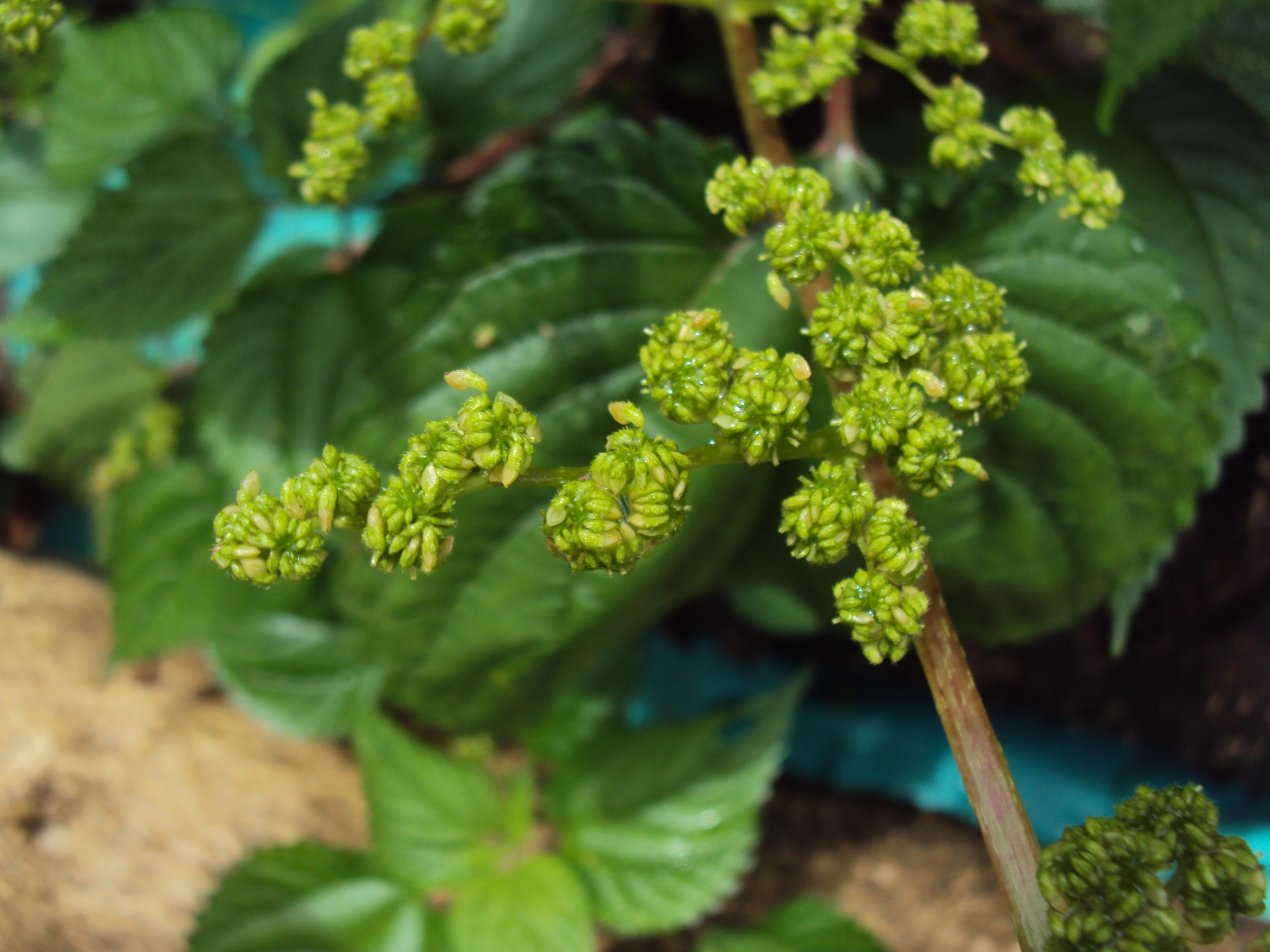
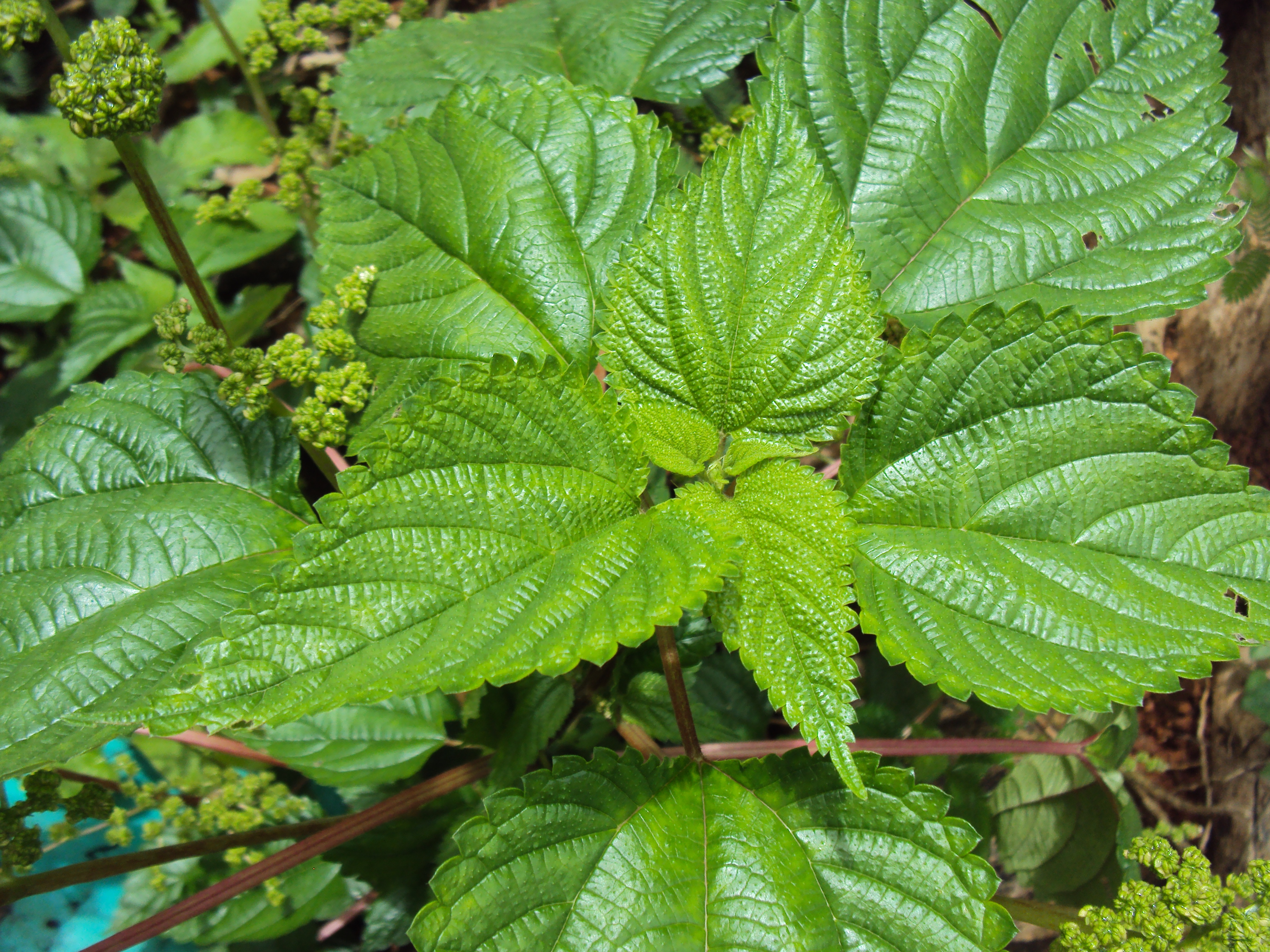
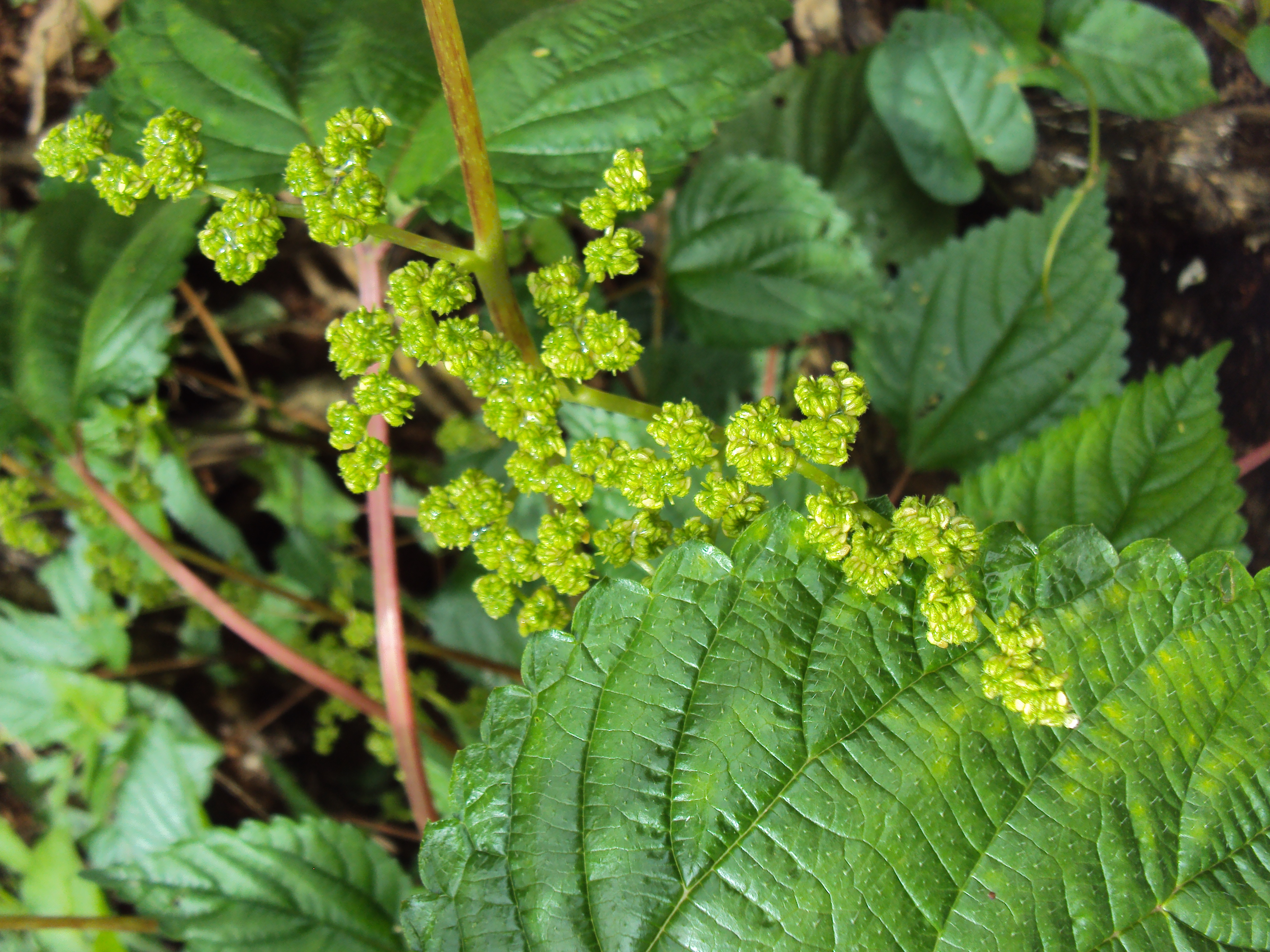
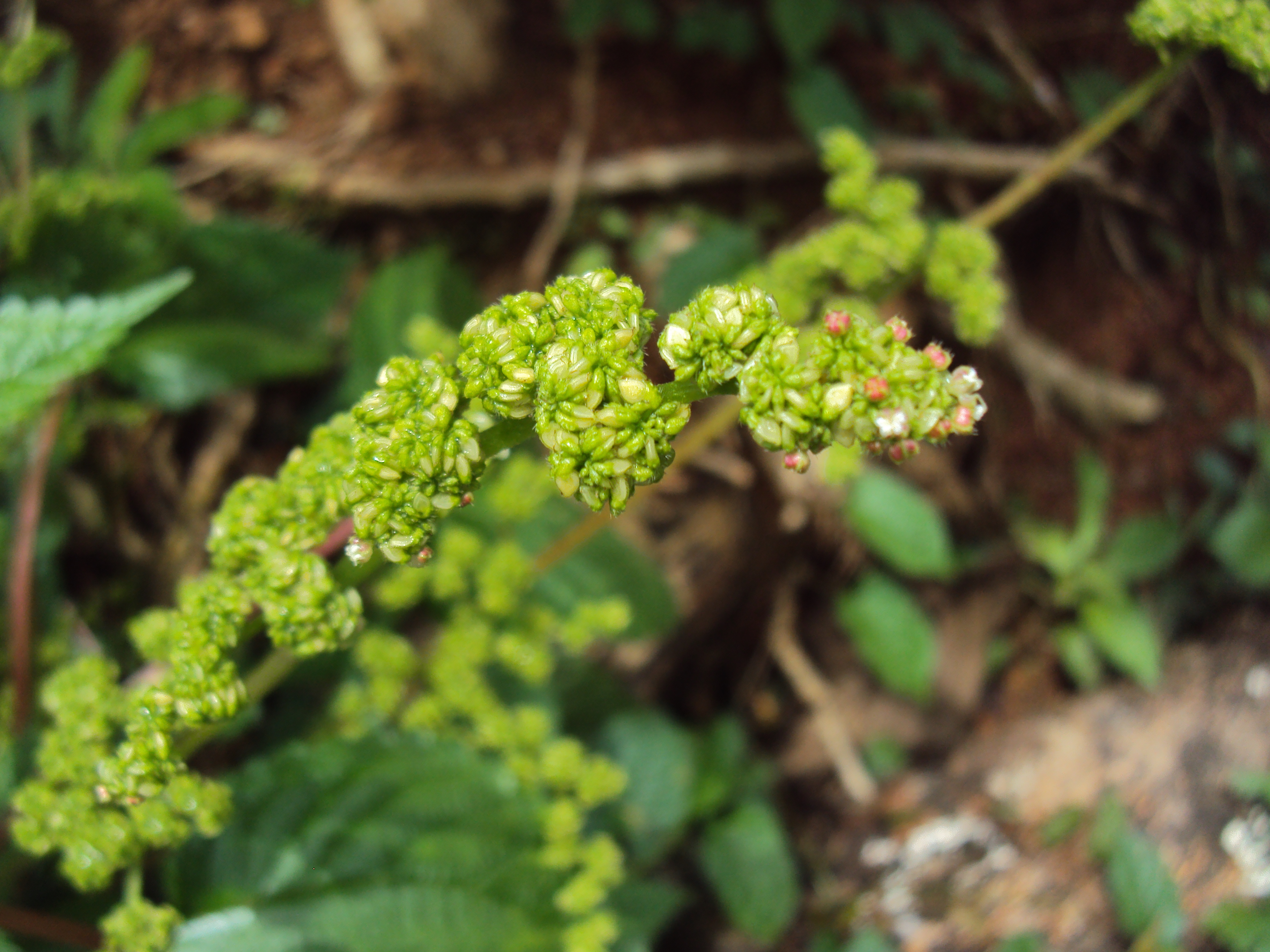